# Saúl Martínez
Saúl Asael Martínez Álvarez (* 29. Januar 1976 in Colón) ist ein ehemaliger honduranischer Fußballspieler.

## Karriere

### Verein
Martínez begann seine Karriere bei Long Island Rough Riders. Danach spielte er bei Miami Fusion, CD Olimpia, CD Motagua, Nacional Montevideo, Shanghai Shenhua, Omiya Ardija, CS Herediano, CD Marathón und CD Victoria.

### Nationalmannschaft
Im Jahr 2001 debütierte Martínez für die honduranische Fußballnationalmannschaft. Er wurde in den Kader der Copa América 2001 berufen. Bei den Copa América 2001 konnte Honduras die Bronzemedaille gewinnen. Er hat insgesamt 35 Länderspiele für Honduras bestritten.